# Bosna i Hercegovina na OI 2024.
Bosna i Hercegovina natjecala se na Ljetnim olimpijskim igrama 2024. u Parizu od 26. srpnja do 11. kolovoza 2024. To je bio deveti uzastopni nastup ove zemlje na Ljetnim olimpijskim igrama kao samostalne države.

## Natjecatelji
Slijedi popis broja natjecatelja na ovom izdanju Olimpijskih igara:
| sport    | muškarci | žene | ukupno |
| -------- | -------- | ---- | ------ |
| atletika | 1        | 0    | 1      |
| judo     | 0        | 2    | 2      |
| plivanje | 1        | 1    | 2      |
| ukupno   | 2        | 3    | 5      |

U atletici je nastupio Mesud Pezer u bacanju kugle. U judu su nastupile Aleksandra Samardžić (do 70 kg) i Larisa Cerić (preko 78 kg), a u plivanju Lana Pudar (100 i 200 m leptir) i Jovan Lekić (400 m slobodno).